# Rainer Winch
Rainer Winch (* 10. Oktober 1968 in Hannover) ist ein deutscher Musiker des Modern Jazz (Schlagzeug, Perkussion).

## Leben und Wirken
Winch studierte ab 1991 Jazz-Schlagzeug an der Hochschule der Künste Berlin; es folgten Studienaufenthalte am kanadischen Banff Center of the Arts (1994) sowie in New York. Mit der Gruppe JazzIndeed gewann er den Studiowettbewerb des Berliner Senats. Er gehörte zunächst zum Trio von Julia Hülsmann und beteiligte sich an Plattenproduktionen von  Paul Brody, dem Kai Brückner/Jan von Klewitz Quartett,  Lisa Bassenge, Johannes Kersthold, Jacobien Vlasman, Dirk Homuth und der Band Yakou Tribe. Ferner spielte er mit Musikern wie Kenny Wheeler, Jim Hall, Joe Haider, Sigi Busch, Mark Levine oder Wolfgang Muthspiel sowie auf Live-Auftritten von Jazzanova.
Seit 2000 ist er als Dozent beim Workshop „Giant Steps“ der Landesmusikakademie Berlin tätig.

## Diskografische Hinweise
- JazzIndeed: Under Water (mit Michael Schiefel, Tilmann Dehnhard, Bene Aperdannier, Daniel Cordes, 1996)
- Stephan Noël Lang Echoes (2003)
- Rebekka Bakken & Julia Hülsmann Trio Scattering Poems (2003)
- Dirk Engelhardt Radio Marrakesch (2008)
- Michael Schiefel & JazzIndeed  Ostkreuz (mit Tilmann Dehnhard, Bene Aperdannier, Paul Kleber, 2011)
- Yakou Tribe: 100% Results (Traumton Records 2013)